# عینک ایمنی

«سهمیه شما: دو چشم که می‌بینند، مراقبشان باشید» توصیه ایمنی آزمایشگاه، ۱۹۵۵

عینک ایمنی، نوعی عینک محافظ است که معمولاً ناحیه اطراف چشم را دربر گرفته و از آن محافظت می‌کند تا از برخورد ذرات، آب یا مواد شیمیایی به چشم جلوگیری شود. از آنها در آزمایشگاه‌های شیمی، چوب کاری و دیگر مشاغل استفاده می‌شود.